# Radical 69
El radical 69, representado por el carácter Han 斤, es uno de los 214 radicales del diccionario de Kangxi. En mandarín estándar es llamado　斤部, (jīn　bù); en japonés es llamado 斤部, きんぶ　(kinbu), y en coreano 근 (geun). En los textos occidentales es conocido como «radical “hacha”»
El radical «hacha» suele aparecer comúnmente en el lado derecho de los caracteres (por ejemplo, en 斯). El carácter 斤 se utiliza también para representan una antigua unidad de peso, el jin, que equivale aproximadamente a 600 gramos.

## Nombres populares
- Mandarín estándar: 斤字旁, jīn zì páng, «carácter “jin” a un lado».
- Coreano: 도끼근부, dokki geun bu «radical geun-hacha».
- Japonés:　斧（おの）, ono, «hacha»; 斧旁（おのづくり）, onozukuri, «“hacha” en el lado derecho del carácter».[1]
- En occidente: radical «hacha».

## Galería
| Estilos antiguos                                 | Estilos antiguos                  | Estilos antiguos                        | Estilos antiguos                   | Estilos antiguos                   | Estilos empleados actualmente       | Estilos empleados actualmente  | Estilos empleados actualmente    | Estilos empleados actualmente   | Estilos empleados actualmente  |
|                                                  |                                   |                                         |                                    |                                    |                                     | 斤                             | 斤                               |                                 |                                |
| 甲骨文 jiǎgǔwén (escritura de huesos oraculares) | 金文 jīnwén (escritura de bronce) | 简帛 jiǎnbó (escritura de bambú y seda) | 篆文 zhuànwén (escritura de sello) | 篆文 zhuànwén (escritura de sello) | 隸書 lìshū (estilo de los escribas) | 楷書 kǎishū (estilo regular)   | 楷書 kǎishū (estilo regular)     | 行書 xǐngshū (estilo corriente) | 草書 cǎoshū (estilo de hierba) |
| 甲骨文 jiǎgǔwén (escritura de huesos oraculares) | 金文 jīnwén (escritura de bronce) | 简帛 jiǎnbó (escritura de bambú y seda) | 大篆 dàzhuàn (sello grande)        | 小篆 xiǎozhuàn (sello pequeño)     | 隸書 lìshū (estilo de los escribas) | 繁體／繁体 fántǐ (tradicional) | 简体／簡體 jiǎntǐ (simplificado) | 行書 xǐngshū (estilo corriente) | 草書 cǎoshū (estilo de hierba) |

## Caracteres con el radical 69

| trazos | carácter    |
| ------ | ----------- |
| + 0    | 斤          |
| + 1    | 斥          |
| + 4    | 斦 斧 斨 斩 |
| + 5    | 斪 斫       |
| + 7    | 斬 断       |
| + 8    | 斮 斯       |
| + 9    | 新 斱       |
| + 10   | 斲          |
| + 11   | 斳          |
| + 12   | 斴          |
| + 13   | 斵 斶       |
| + 14   | 斷          |
| + 21   | 斸          |